# Sân bay Songea
Sân bay Songea (IATA: SGX, ICAO: HTSO) là một sân bay ở thành phố Songea, Tanzania.

## Hãng hàng không và điểm đến
| Hãng hàng không | Các điểm đến          |
| --------------- | --------------------- |
| Air Tanzania    | Dar es Salaam, Mtwara |